# Boxermotor

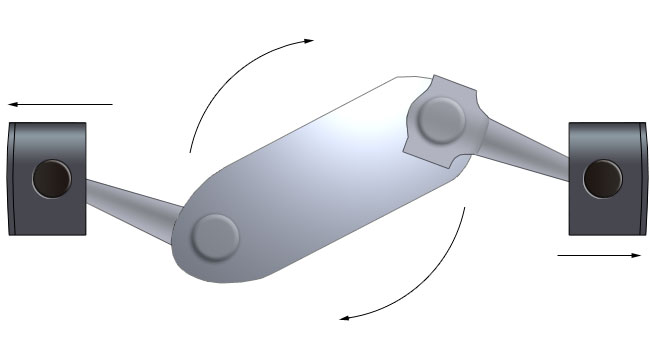
Illustration som visar hur en boxermotor arbetar

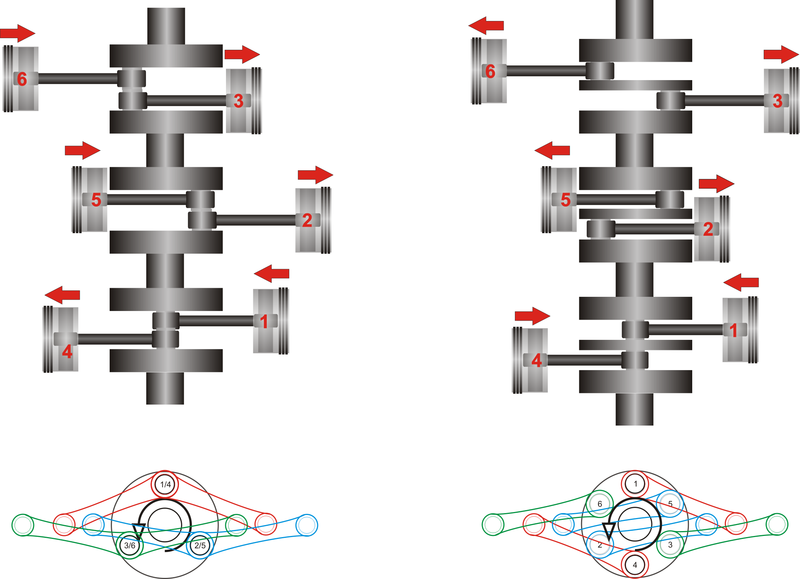
Skillnaden mellan två liggande 6-cylindriga motorer: 180° V till vänster och boxer till höger.

En boxermotor är en motor med horisontella cylindrar placerade i två rader på var sin sida om vevaxeln. Detta skiljer sig från andra motortyper, där alla cylindrarna är i samma rad (rak motor), eller positionerade i en vinkel, V-motor.
Man skiljer ibland mellan V-motorer som har en vinkel på 180 grader (som boxermotorn lätt kan förväxlas med), och egentliga boxermotorer. Boxermotorn har en vevtapp för varje kolv, medan en 180-graders V-motorer har två vevstakar monterade på varje vevtapp.
Bilar och motorcyklar med boxermotorer brukar på grund av motorns konstruktion få en lägre tyngdpunkt. Dessa motorer är dock bredare än andra motortyper och dyrare att bygga. De brukar därför inte användas av biltillverkare så ofta.
Alfa-Romeo, DAF, Porsche och Volkswagen  är dock exempel på tillverkare som under många år använt boxermotorer i sina bilar. Japanska Subaru är en av få tillverkare idag som uteslutande använder boxermotorer i sina bilmodeller. 2008 presenterade de också världens första boxermotor med turbodiesel för personbilar.
Scuderia Ferrari använde tolvcylindriga boxermotorer (dock inte riktiga boxer utan just tidigare nämnda 180 grader V-motorer) i flera av sina formel 1-bilar, bland annat i den framgångsrika 312T-serien fram till 1980. Denna utformning å
fanns även i flera av Ferraris kommersiella sportbilar, såsom Ferrari Testarossa.

## Exempel på bilar med boxermotor
Den mest kända bilmodellen som hade boxermotor var Volkswagen Typ 1. I den modellen var motorn 4-cylindrig och monterad längst bak, bakom bakhjulen och med växellådan framför bakhjulen. Anledningen till att välja en boxermotor i den modellen var att den var kortare och lägre än en radmotor (men bredare). Det var också en luftkyld motor, vilket är lättare att åstadkomma med en boxermotor jämfört med en radmotor. I efterföljande modeller som Typ 2, Typ 3 och 411/412 användes samma grundkonstruktion, men motorn konstruerades om för att bli ännu lägre och därmed ge plats för ett bagageutrymme även ovanför motorn. 
Citroën 2CV var ett annat exempel på en enkel bilmodell med boxermotor, i detta fall 2-cylindrig och monterad framtill i en framhjulsdriven bil. Även här var luftkylningen en anledning att välja boxermotorn, samtidigt som hela drivpaketet med motor och växellåda blev kompakt och tog mindre plats än i andra bilmodeller. Panhard Dyna hade en liknande konstruktion, men var en mer påkostad bil. Även tidigare modeller av DAF hade tvåcylindrig luftkyld boxermotor, i det fallet kombinerat med bakhjulsdrift och drivning via steglös automatisk transmission. Den svenska postbilen "Tjorven" hade komponenter från dessa DAF-bilar. Citroën fortsatte att använda boxermotorn även när modellen GS togs fram. Där var motorn 4-cylindrig, men i princip monterad på samma sätt och fortfarande luftkyld. 
Alfa Romeo valde en boxermotor som drivkälla i sin första framhjulsdrivna bil, Alfasud. I detta fall var motorn 4-cylindrig, vätskekyld och försedd med överliggande kamaxlar (en per cylinderrad). Det gjorde att man kunde få ut lite högre effekt än i tidigare nämnda bilar. Vid utvecklingen av bilen stod valet mellan att använda en tvärställd radmotor eller en längsplacerad boxermotor. Valet av boxermotor gav en låg tyngdpunkt, som i sin tur gav bättre väghållning. Samma grundkonstruktion följde även med i nästa modell, Alfa 33.
Subaru är en tillverkare som i de flesta modeller (med få undantag)har en 4-cylindrig eller 6-cylindrig vattenkyld boxermotor. Då Subaru på nästan alla modeller har fyrhjulsdrift är motorn placerad i bilens längdriktning. 
Porsche har tillverkat en lång rad sportbilar med boxermotor. Den första modellen var 356, som hade 4-cylindrig luftkyld boxermotor längst bak i bilen. Även den klassiska 911-modellen var byggd på samma sätt, men med 6-cylindrig motor, liksom alla påföljande generationer av 911. I de här fallen har samma grundkoncept som VW Typ 1 utvecklats till att ge en bil med sportbilsprestanda. Porsche har även producerat bilar med mittmonterad boxermotor, som 914 och Boxster m.fl. Dessa modeller har i regel varit aningen billigare än 911:an och samtidigt haft tryggare köregenskaper eftersom vikten är samlad i mitten av bilen. Nackdelen med en mittmonterad boxermotor är naturligtvis att åtkomligheten vid service är sämre, samtidigt som motorplaceringen gör det svårt att få mer än 2 sittplatser i bilen. Från att ha varit helt luftkylda har Porsches boxermotorer utvecklats vidare med vätskekylning för att kunna få högre effekt.
I USA har boxermotorer varit ovanliga. Ett undantag är Chevrolet Corvair som hade en luftkyld, sexcylindrig boxermotor.

## 4-cylindriga boxermotorer
Jämfört med en radmotor med fyra cylindrar har boxermotorn bättre inbyggd balans. Det beror på att kolvarnas rörelse i cylinderloppen inte är helt likformad p. g. a. geometrin hos vevstakarna. Eftersom vevstaken rör sig i sidled nedtill är kolvens hastighet något högre i övre delen av cylindern. Det gör att kolvarnas rörelse inte balanserar ut varandra helt. I boxermotorn balanseras denna rörelse ut helt och hållet, eftersom den motsatta kolven rör sig på samma sätt. Däremot finns en annan obalans som beror på att de motsatta cylindrarna är aningen förskjutna i längdled eftersom de inte kan jobba mot samma vevtapp.
Boxermotorer med överliggande kamaxel kräver dubbelt så många kamaxlar som motsvarande radmotor och blir därför aningen dyrare att tillverka. I stötstångsmotorer (t. ex. VW typ 1) klarar man sig med en kamaxel som påverkar alla ventiler. Den största nackdelen med en 4-cylindrig boxermotor i personbilar är dock att den blir så bred att den inte får plats i motorrummet mellan fjäderbenen, och är ännu svårare att montera tvärställd. Den måste alltså monteras framför framaxeln eller bakom bakaxeln.

## Framtiden för boxermotorn i bilar
De senaste årtiondena har inte så många nya boxermotorer konstruerats. Luftkylda motorer har i stort sett försvunnit på grund av avgasreningskrav, men ett fåtal tillverkare som redan har använt boxermotor fortsätter att utveckla dessa. Subaru och Porsche är de mest kända. I takt med att allt fler bensindrivna bilar får trecylindriga motorer blir det svårt att försvara användningen av boxermotorer i nya konstruktioner. 2-cylindriga motorer är fortfarande ovanliga, men en tänkbar väg att behålla boxermotorn är att man gör en 2- och en 4-cylindrig version som passar i samma bilmodeller. Övergången till elbilar gör också att en liten boxermotor är tänkbar som räckviddsförlängare i vissa modeller. 

## Andra fordon med boxermotor
En tillverkare som länge har använt boxermotorer i sina motorcyklar är BMW.
Även t. ex. Honda Gold Wing har boxermotor. 
Boxermotorn är också den idag vanligaste motortypen bland kolvmotordrivna flygplan. Dels på grund av att denna motortyp gör det enklare att ge vevaxeln en hög placering, vilket gynnar propellerns markfrigång, dels på grund av att det är enklare att ge en boxermotor bra luftkylning än en radmotor samt att avsaknaden av motvikter på vevaxeln gör den något lättare än andra motortyper med samma effekt.